# Arduino Miccinesi
Arduino Miccinesi (Firenze, 29 aprile 1899 – Valona, 23 luglio 1920) è stato un militare italiano, decorato di medaglia d'oro al valor militare alla memoria nel corso della guerra di Valona.

## Biografia
Nacque a Firenze il 29 aprile 1899, figlio di Egisto e di Itala Niccolai. Mentre lavorava come apprendista falegname fu chiamato a prestare servizio militare nel Regio Esercito nel febbraio 1917 presso il 184º Battaglione M.T., e nel giugno successivo passò al deposito dell'8º Reggimento fanteria della Brigata Cuneo. Inviato in zona di operazioni, fu destinato in servizio al 269º Reggimento fanteria della Brigata Aquila nel novembre dello stesso anno. Rimase ferito in combattimento alle gambe da alcune schegge di granata a Possagno di Piave fu ricoverato presso un ospedale da campo, ed appena guarito ritornò al fronte assegnato ad un reparto minatori del genio militare. Nell'aprile 1918 fu inviato a frequentare un corso per mitraglieri, al termine del quale, nel mese di luglio, fu destinato alla 1696ª Compagnia mitraglieri del 95º Reggimento fanteria e partecipò ai combattimenti su Col Moschin ed all'inseguimento delle truppe nemiche in ritirata dopo l'esito favorevole della battaglia di Vittorio Veneto. Dopo la firma dell'armistizio di Villa Giusti rientrò al deposito reggimentale da dove partì, il 4 dicembre 1919, con il reggimento per l'Albania, destinato a prestare servizio nella città di Valona per la difesa di quella piazza. Promosso caporale, ricevette il compito di sorvegliare e difendere una importante posizione posta tra le quote 203 e 213 di Monte Longia e Monte Messovan, il caposaldo della difesa di Valona. Piazzatosi nella trincea della selletta compresa tra le due quote, al comando di un nucleo di sei uomini armati con una mitragliatrice, svolse attiva opera di sorveglianza. All'alba del 23 luglio 1920 si scatenò violentemente l'attacco di una formazione di ribelli albanesi, a cui tenne testa per due ore utilizzando la mitragliatrice ed impedendogli di varcare la linea dei reticolati. Per due volte l'arma si inceppò e fu rimessa in funzione sotto il fuoco nemico, e quando i ribelli superarono i reticolati e intimarono la resa al nucleo di soldati italiani egli proseguì imperterrito a sparare sul nemico fino a quando l'arma divenne inservibile. Allora si lanciò contro gli avversari tentando di aprirsi una via di fuga a colpi di bombe a mano e cadde colpito a morte con il corpo crivellato di ferite. Con Regio Decreto dell'8 gennaio 1922 fu insignito della medaglia d'oro al valor militare alla memoria. Una via di Firenze porta il suo nome.

### Fonti
1. 1 2 3 4 5 6 7 8 9 10  Combattenti Liberazione.
2. 1 2  Carolei, Greganti, Modica 1968, p. 226.
3. 1 2  ANA Conegliano.
4. ↑  Medaglie d'oro al valor militare sul sito della Presidenza della Repubblica